# Fuentes, Santa Fe
Fuentes är en ort i Argentina.   Den ligger i provinsen Santa Fe, i den centrala delen av landet, 300 km nordväst om huvudstaden Buenos Aires. Fuentes ligger 81 meter över havet och antalet invånare är 2 628.
Terrängen runt Fuentes är mycket platt. Närmaste större samhälle är Casilda, 16,7 km nordväst om Fuentes.
Trakten runt Fuentes består till största delen av jordbruksmark. Runt Fuentes är det ganska tätbefolkat, med 72 invånare per kvadratkilometer.